# Eduardo Risso
Eduardo Risso (Leones, provincia de Córdoba, 1959) es un dibujante e historietista argentino. Es uno de los más destacados artistas de su medio tanto en su país - donde son famosas sus obras junto a Carlos Trillo - como en Europa, y principalmente en Estados Unidos, donde ha obtenido un amplio reconocimiento por sus trabajos junto a Brian Azzarello.
Por la serie de 100 Balas ganó cuatro Premios Eisner: en 2001 como Mejor Historia en Serie, en 2002 como Mejor Nuevo Artista y Mejor Serie Continua, y en 2004 nuevamente en esta última categoría. También recibió tres Premios Harvey como Mejor Dibujante (2002 y 2003) y otro por su obra Eduardo Risso's Tales of Terror (Cuentos de terror de Eduardo Risso, 2008). En 2003 fue premiado con el premio Yellow Kid al Mejor Artista.
Risso es el creador y principal organizador del multitudinario evento Crack Bang Boom, la convención anual de cómics y fantasía más importante de Argentina y Sudamérica, que se realiza anualmente en la ciudad de Rosario.

## Biografía
Sus primeros trabajos como ilustrador y guionista de historietas fueron publicados a fines de los años 70 en el diario La Defensa Popular (Campana - Buenos Aires), mientras ya colaboraba haciendo "fondos" para los historietistas de Editorial Columba, al tiempo que comenzaba a publicar en Buenos Aires para el diario La Nación; las revistas Eroticón y Satiricón; y para la propia Editorial Columba. En esta editorial dibuja la clásica historieta Julio César, con guion de Ricardo Ferrari. En 1986 trabaja para la editorial italiana Eura.
En 1987 dibuja Parque Chas, con guion de Ricardo Barreiro. La serie es publicada primero por las revistas Fierro de Argentina y Totem de España; y posteriormente en Italia, Alemania, Dinamarca, Bélgica, Países Bajos y Estados Unidos.
En 1988, dibuja Caín, también con guion de Barreiro. Ese mismo año Risso dibuja Fulú con guion de Carlos Trillo, que se publica en Italia, Francia, Alemania, Portugal, Países Bajos, y en la Argentina en la revista Puertitas. El dúo Trillo-Risso también crearon Simón: una aventura americana, publicada en Italia y Francia; Borderline, publicada en Italia; y Chicanos, publicado en Italia y Francia.
En Estados Unidos es conocido por su trabajo con el guionista Brian Azzarello en la línea Vértigo de DC comics, por la serie 100 Balas ("100 Bullets"). Su primer trabajo con este guionista fue en Johnny Double y posteriormente en Batman.
Risso ha ganado cuatro premios Eisner por su trabajo en 100 Balas: en 2001 a Mejor Historia Serializada (con Brian Azzarello); en el 2002 por Mejor Artista; y en 2002 y 2004 por Mejor Serie Regular (con Azzarello).
En el año 2010 creó uno de los más famosos eventos de la ciudad de Rosario y del país: Crack Bang Boom, un encuentro de creadores, editores y lectores de cómics/historietas, ciencia ficción, juegos de rol y fantasía. Desde su creación hasta la actualidad, CBB ha crecido en importancia de manera impresionante, y se destaca por la cantidad y calidad de artistas extranjeros y nacionales que invita anualmente a dar conferencias, talleres o exposiciones, además del multitudinario concurso de disfraces/cosplay que se realiza al finalizar el evento. Con el apoyo y la organización anual de la Municipalidad de Rosario y Risso, Crack Bang Boom se ha convertido en uno de los más destacados a nivel nacional.